# أ. رونالد بوتون
أ. رونالد بوتون هو سياسي أمريكي، ولد في 29 أغسطس 1903، وتوفي في 31 يناير 1987. نشط حزبياً في الحزب الجمهوري.